# Zlatná na Ostrove
Zlatná na Ostrove és un poble i municipi d'Eslovàquia que es troba a la regió de Nitra, al sud-oest del país. La primera menció escrita de la vila es remunta al 1267.

## Demografia
| Godina             | 1994 | 2004   | 2014   | 2024   |
| ------------------ | ---- | ------ | ------ | ------ |
| Nombre de persones | 2416 | 2558   | 2390   | 2380   |
| Diferència         |      | +5,87% | −6,56% | −0,41% |

| Godina             | 2023 | 2024   |
| ------------------ | ---- | ------ |
| Nombre de persones | 2418 | 2380   |
| Diferència         |      | −1,57% |